# McGregor (Flórida)
McGregor é uma Região censo-designada localizada no estado americano de Flórida, no Condado de Lee.

## Demografia
Segundo o censo americano de 2000, a sua população era de 7136 habitantes.

## Geografia
De acordo com o United States Census Bureau tem uma área de
10,6 km², dos quais 6,6 km² cobertos por terra e 4,0 km² cobertos por água.

## Localidades na vizinhança
O diagrama seguinte representa as localidades num raio de 8 km ao redor de McGregor.